# Rhipsalis
Rhipsalis Gaertn. è un genere di piante della famiglia delle Cactacee.

## Distribuzione e habitat
Il genere è diffuso in America (Messico, Costa Rica, Colombia, Bolivia, Venezuela, Ecuador, Perù). Una sola specie, Rhipsalis baccifera, è presente anche nel Vecchio mondo (Africa tropicale, Madagascar, Sri Lanka).

## Tassonomia
Il genere comprende le seguenti specie:
- Rhipsalis agudoensis N.P.Taylor
- Rhipsalis aurea M.F.Freitas & J.M.A.Braga
- Rhipsalis baccifera (J.S.Muell.) Stearn
- Rhipsalis barthlottii Ralf Bauer & N.Korotkova
- Rhipsalis burchellii Britton & Rose
- Rhipsalis campos-portoana Loefgr.
- Rhipsalis cereoides (Backeb. & Voll) Backeb.
- Rhipsalis cereuscula Haw.
- Rhipsalis clavata F.A.C.Weber
- Rhipsalis crispata (Haw.) Pfeiff.
- Rhipsalis cuneata Britton & Rose
- Rhipsalis dissimilis (G.Lindb.) K.Schum.
- Rhipsalis elliptica G.Lindb. ex K.Schum.
- Rhipsalis ewaldiana Barthlott & N.P.Taylor
- Rhipsalis flagelliformis N.P.Taylor & Zappi
- Rhipsalis floccosa Salm-Dyck ex Pfeiff.
- Rhipsalis goebeliana Backeb.
- Rhipsalis grandiflora Haw.
- Rhipsalis hileiabaiana (N.P.Taylor & Barthlott) N.Korotkova & Barthlott
- Rhipsalis hoelleri Barthlott & N.P.Taylor
- Rhipsalis hylaea F.Ritter
- Rhipsalis juengeri Barthlott & N.P.Taylor
- Rhipsalis lindbergiana K.Schum.
- Rhipsalis mesembryanthemoides Haw.
- Rhipsalis micrantha (Kunth) DC.
- Rhipsalis neves-armondii K.Schum.
- Rhipsalis oblonga Loefgr.
- Rhipsalis occidentalis Barthlott & Rauh
- Rhipsalis olivifera N.P.Taylor & Zappi
- Rhipsalis ormindoi N.P.Taylor & Zappi
- Rhipsalis pacheco-leonis Loefgr.
- Rhipsalis pachyptera Pfeiff.
- Rhipsalis paradoxa (Salm-Dyck ex Pfeiff.) Salm-Dyck
- Rhipsalis pentaptera Pfeiff. ex A.Dietr.
- Rhipsalis pilocarpa Loefgr.
- Rhipsalis pulchra Loefgr.
- Rhipsalis puniceodiscus G.Lindb.
- Rhipsalis rhombea (Salm-Dyck) Pfeiff.
- Rhipsalis russellii Britton & Rose
- Rhipsalis shaferi Britton & Rose
- Rhipsalis sulcata F.A.C.Weber
- Rhipsalis teres (Vell.) Steud.
- Rhipsalis triangularis Werderm.
- Rhipsalis trigona Pfeiff.